# Jan Górec-Rosiński
Jan Górec-Rosiński (ur. 6 stycznia 1920 w miejscowości Kruhlik, zm. 1 września 2012 w Bydgoszczy) – polski poeta, prozaik, publicysta, redaktor Kwartalnika Literacko-Artystycznego „Metafora”, od 1964 członek Związku Literatów Polskich.

## Życiorys

### Młodość
W latach 1937–40 uczęszczał do Gimnazjum im. Romualda Traugutta w Świsłoczy. Wywieziony na roboty przymusowe przez władze sowieckie w 1940 roku do Snowa. Od 1941 roku współpracował z ruchem oporu. Podczas hitlerowskiej okupacji przebywał na robotach przymusowych w III Rzeszy. W roku 1946 ukończył Średnią Szkołę w Wołkowysku. W latach 1945–46 i 1949–50 studiował na Wydziale Prawa UMK w Toruniu uzyskując tytuł magistra praw. 

### Praca zawodowa
Od 1945–57 był korespondentem PAP „Polpress” w Toruniu, sekretarzem PPS i Towarzystwa Uniwersytetów Robotniczych w Wąbrzeźnie 1945–1947), prezesem Zarządu Spółdzielni Spożywców "Społem" w Wąbrzeźnie (1947–1953), starszym redaktorem redakcji literackiej Polskiego Radia (1958), sekretarzem Redakcji „Pomorze” (1958), redaktor „Wiatraków” w Bydgoszczy, działał w październikowym ruchu wolnościowym jako przewodniczący Komisji Porozumiewawczej Środowisk Twórczych. W 1956 roku ogłosił fragment „Poematu Pedagogicznego” przeciwko stalinizmowi, totalitaryzmowi, braku suwerenności. Uznano go za wroga partii i narodu, publicznie potępiono, usunięto ze wszystkich funkcji i zdelegalizowano „Wiatraki”. Od 1958 roku p.o. red. nacz. „Faktów i Myśli”, które w 1972 roku połączono z „Pomorzem” i stworzono tygodnik społeczno-kulturalny „Fakty”, od 1989 roku red. nacz. Kwartalnika Literacko Artystycznego „Metafora”. Od 2004 roku wydawca i redaktor naczelny „Wiatraków”, niezależnego pisma poetów i pisarzy osobnych. Tłumacz poezji z francuskiego, rosyjskiego, jidysz, serbsko-chorwackiego oraz macedońskiego, publikowanej w „Faktach” i „Metaforze”. Wydał 36 książek w kraju, w Nowej Zelandii, Jugosławii, na Białorusi, w Indiach, Grecji, Rumunii, Czechosłowacji. Ukazało się też wydanie bibliofilskie eposu-dramatu poetycko-filozoficznego „Mesjasz zbuntowany” (2001), nagrodzonego Wielkim Laurem Międzynarodowego Festiwalu Poezji na Pogórzu. Do poematu „Apokalypsis” kompozytor Edward Bogusławski stworzył utwór muzyczny o tym samym tytule. Filharmonia Narodowa wykonała partyturę, Filharmonia Pomorska im. Ignacego Jana Paderewskiego w Bydgoszczy wykonała „Impresje” Henryka Góreckiego do słów poety z poematu „Bluźnierstwo garncarza”; „Kredowy Bóg”, „Alef”. Od lat 90. XX wieku z inicjatywy Jana Góreca-Rosińskiego przyznawana jest Nagroda IANICIUS im. Klemensa Janickiego.
W latach 1945–1948 członek PPS, od 1948 członek PZPR. W latach 1954–1957 kierownik sektora kultury Komitetu Wojewódzkiego PZPR w Bydgoszczy. W latach 1969–1981 członek Komitetu Wojewódzkiego PZPR w Bydgoszczy oraz przewodniczący Komisji Kultury KW (1969–1983). Członek Związku Literatów Polskich (1965–1983, także prezes Zarządu Oddziału Bydgoskiego 1970–1982) oraz reaktywowanego przez władze PRL w 1983 ZLP (prezes Oddziału Bydgoskiego i członek Zarządu Głównego od 1986). Członek Prezydium Zarządu Głównego Towarzystwa Krzewienia Kultury Świeckiej (1970–1973).

## Twórczość literacka

### Poezja
- Jarmark arlekinów
- Ucieczka z wieży Babel
- Bluźnierstwo garncarza
- Zaprzeszłe horyzonty
- Wyspa realna
- Czas odnajdywania
- Żywa gałąź
- W kamieniu
- Ulica Sokratesa
- Eroica
- Sen Syzyfa
- Czyje będzie królestwo
- Kredowy Bóg
- Krzyczeć będą kamienie
- Czarnopis
- Mesjasz zbuntowany

### Proza
- Z nie domkniętych okien
- Mężczyzna i miłość

## Ordery i odznaczenia
- Krzyż Komandorski z Gwiazdą Orderu Odrodzenia Polski (2002)[3]
- Order Sztandaru Pracy II klasy
- Krzyż Oficerski Orderu Odrodzenia Polski
- Krzyż Kawalerski Orderu Odrodzenia Polski
- Złoty Krzyż Zasługi
- Medal 40-lecia Polski Ludowej
- Srebrny Medal „Zasłużony Kulturze Gloria Artis”
- Medal Komisji Edukacji Narodowej
- Odznaka „Zasłużony Działacz Kultury”

## Nagrody
- Nagroda bydgoskiej „Wiosny Poetyckiej” (1962)[4]
- Nagroda Wojewódzka I stopnia (1968)
- Nagroda Wojewódzkiej Rady Narodowej w Bydgoszczy I stopnia (1978 - zespołowa)
- Nagroda RSW „Prasa-Książka-Ruch” (1979)
- Nagroda Literacka im. Klemensa Janickiego I stopnia (1986)
- Nagroda X Międzynarodowego Listopada Poetyckiego (1987)
- I Nagroda w konkursie na najlepszą książkę roku Międzynarodowego Festiwalu Poezji w Poznaniu za „Kredowego Boga”